# Atari ST BASIC
L'Atari ST BASIC (o ST Basic) è un dialetto del linguaggio di programmazione BASIC offerto in abbinamento ai computer Atari ST durante il primo periodo della sua commercializzazione. 
A causa dei numerosi bug e della sua lentezza se paragonato ad altri tipi di ambiente di sviluppo, altri produttori hanno offerto nel tempo interpreti BASIC alternativi più performanti, tra cui il GFA-BASIC, lo STOS BASIC e l'Omikron BASIC: quest'ultimo ha sostituito l'ST BASIC come linguaggio abbinato al computer nell'ultima parte della vita commerciale dell'Atari ST.

## Storia
Atari commissionò a MetaComCo una versione del BASIC che potesse sfruttare l'ambiente GEM dell'Atari ST. MetaComCo riutilizzò un BASIC che aveva già sviluppato per Digital Research chiamato DR-Basic, che era abbinato al sistema operativo CP/M-86 di Digital Research. Il risultato fu l'ST BASIC, che fu abbinato a tutti i nuovi Atari ST. Un port dello stesso BASIC fu inserito nella dotazione di programmi del rivale dell'Atari ST, l'Amiga 1000.

## Caratteristiche

### Aspetto grafico
L'interfaccia utente era costituita da 4 finestre. La finestra dell'editor era quella in cui l'utente inseriva il codice sorgente; la finestra del listato era quella in cui l'utente poteva scorrere l'intero sorgente del programma; la finestra di comando/debug era quella in cui si potevano inserire comandi ed istruzioni che venivano eseguiti immediatamente; la finestra di output era quella in cui apparivano i dati prodotti dal programma.
Dato che le finestre potevano essere selezionate solo tramite il mouse e su un desktop ad alta risoluzione, la cosa risultava poco pratica.

### Implementazione
Dato che fu offerto insieme all'ST per diverso tempo dall'inizio della sua commercializzazione, divenne in breve l'ambiente BASIC standard dell'ST: se una rivista voleva pubblicare il codice di un programma o se qualcuno voleva distribuire un file BASIC, allora l'uso dell'ST BASIC permetteva di massimizzare il numero di utenti che avrebbero potuto usare il software.
A discapito della sua diffusione ed il suo utilizzo, molti utenti lo ritenevano inadeguato per le loro necessità. A chi proveniva dai computer ad 8 bit l'Atari ST BASIC poteva magari risultare più veloce degli interpreti delle loro macchine, impressionare per le capacità grafiche dell'ST, per la possibilità di avere l'output del programma in una finestra diversa da quella che conteneva il listato: nonostante ciò essi capirono presto che non solo l'interprete conteneva numerosi bug ma, non appena cominciarono ad apparire sul mercato altri interpreti, capirono quanto lento fosse l'ST BASIC e come l'uso del GEM, passata la novità del primo impatto, fosse più un ostacolo che un'utilità (il fatto che il GEM sull'ST potesse gestire solo 4 finestre e che l'interfaccia dell'ST BASIC ne usava giusto 4 impediva di aprire altre applicazioni).
Uno dei più famosi bug dell'ST BASIC era il comando PRINT 75.3, che mandava in crash l'Atari ST.

## Alternative
La bassa qualità dell'ST BASIC aprì velocemente il mercato ad interpreti BASIC alternativi: il FaST BASIC ed il GFA BASIC furono i primi ad essere proposti. Dato che questi non erano gratuiti, un programma scritto con uno di questi BASIC poteva essere eseguito solo se si possedeva il corrispondente interprete: per risolvere questo problema cominciarono a comparire dei compilatori capaci di creare dei file eseguibili partendo dai sorgenti di questi BASIC così che potessero girare su qualunque ST. I programmi da digitare cominciarono a risultare desueti e, contemporaneamente, venne meno la necessità di avere un BASIC standard. 
Dopo di essi apparirono altri interpreti, come l'HiSoft BASIC, lo STOS BASIC e l'Omikron BASIC: quest'ultimo sostituì l'ST BASIC come BASIC offerto insieme al computer.